# 全日本郵趣連合
一般社団法人全日本郵趣連合（ぜんにほんゆうしゅれんごう）は、郵便切手収集趣味の普及と発展を目的とする団体。国内外の切手展に参加しようとするフィラテリストの活動を幅広く支援するとともに、フィラテリー（郵便切手類の収集及び研究）の普及、発展、フィラテリーの社会的地位の向上に努めている。
かつては、日本における国際郵趣連盟(FIP)加盟団体として、財団法人日本郵趣連合が存在したが2013年に解散した。同財団の主な機能を受け継ぐ形で任意団体日本郵趣連合が2014年1月25日に発足した。その後日本郵趣連合は法人化手続を進め、2016年1月18日には法人格を取得、名称変更して、一般社団法人全日本郵趣連合として今日に至る。

## 事業の概要
- 郵趣品の真贋鑑定

### かつての事業
- 全日本切手展の開催（2020年を最後に主催から離れた）
- 機関誌「全日本郵趣」（旧財団時代は2012年まで月刊、その後は年間4回＋増刊号発行となり、2019年をもって休刊）の刊行

## 所在地
158-0098 東京都世田谷区上用賀六丁目33-16
ファミリーパーク上用賀402号室

## 組織
- 代表理事 - 正田幸弘（会長）、井上和幸（副会長/事務局長・「全日本郵趣」編集委員長）、内藤陽介（同/全日本切手展実行委員長）、山﨑文雄（同/国際連絡全般担当）
- 理事 - 大原敏正、斎藤環、設楽光弘、長野行洋、須谷伸宏
- 監査役 - 大越紳一郎、高久健一
- 相談役 - 佐藤浩一、宮崎博司

## 沿革
- 1953年 - 設立
- 1979年 - 財団法人日本郵趣連合 設立認可（郵政省所管）
- 2013年 - 財団法人日本郵趣連合 解散（清算法人へ移行）：2月末日付
- 2013年 - 新組織の立ち上げに先立ち、鑑定業務と機関誌発行を開始[1]。
- 2014年 - 新たに日本郵趣連合（任意団体）発足（役員の一部に旧財団法人日本郵趣連合役員が数名就任）：1月25日付[2]
- 2016年 - 一般社団法人全日本郵趣連合となる：1月18日付